# Giffard Le Quesne Martel
Sir Giffard Le Quesne Martel, britanski general, * 1889, † 1958.